# وزغ چهارانگشتی
وزغ چهارانگشتی (نام علمی: Didynamipus sjostedti) نام یک گونه از خانواده وزغ‌های راستین است.